# Arctia disconulla
Arctia disconulla är en fjärilsart som beskrevs av Barend J. Lempke 1961. Arctia disconulla ingår i släktet Arctia och familjen björnspinnare. Inga underarter finns listade i Catalogue of Life.